# Chiesa di San Francesco dei Cocchieri
La chiesa di San Francesco dei Cocchieri è una chiesa storica di Napoli ubicata in via Maria Longo, di fronte al lato interno di porta San Gennaro.

## Storia e descrizione
L'edificio venne eretto su commissione della Congrega dei cocchieri nel XVII secolo.
Di notevole interesse è la facciata, che mostra un pregevole portale in piperno del Seicento (con timpano triangolare spezzato che racchiude l'edicola contenente le campane) ed è sormontata da un timpano semicircolare. Inoltre sempre sulla facciata è presente un capitello votivo dedicato a san Francesco con bambin Gesù, dove la pietà popolare degli abitanti non fa mai mancare un fiore. L'interno, restaurato di recente, si presenta con un'unica aula dotata di tre altari (il maggiore e i due laterali).